# Provinz Nador

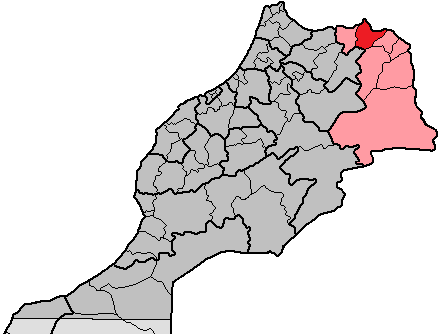
Provinz Nador in der Region Oriental

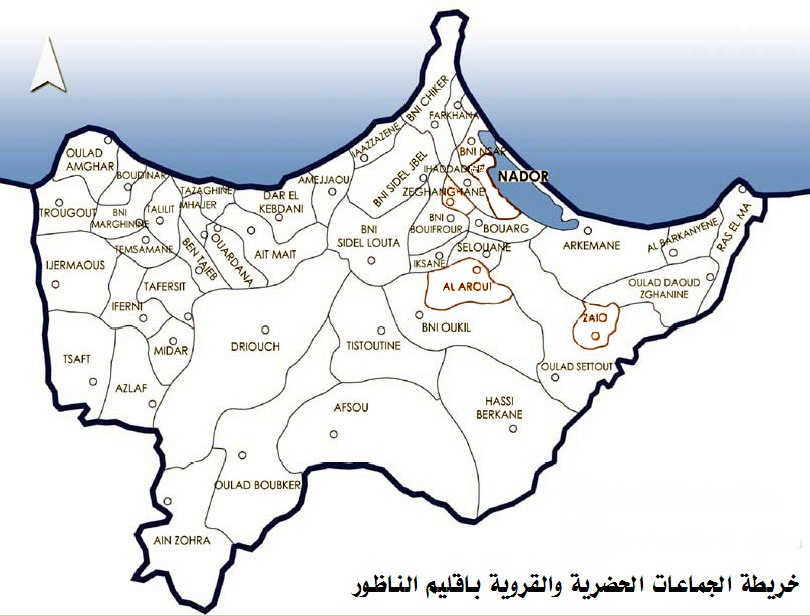
Gemeinden in der Provinz Nador vor der Abtrennung der Provinz Driouch im Jahr 2009

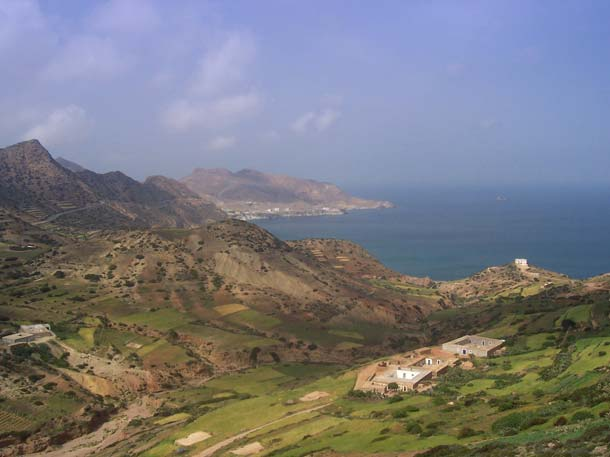
Küstenlinie zwischen Melilla und dem Cap des Trois Fourches

Die etwa 3100 km² große und ca. 580.000 Einwohner zählende marokkanische Provinz Nador (arabisch إقليم النّاظور, marokkanisches Tamazight ⵜⴰⵙⴳⴰ ⵏ ⵏⵏⴰⴹⵓⵔ Tasga n Nnaḍur) gehört zur Region Oriental. Hauptstadt ist die Stadt Nador. Die Provinz umschließt die spanische Exklave Melilla.

## Geographie

### Lage
Die Provinz Nador grenzt im Osten an die Provinz Berkane, im Südosten an die Provinz Taourirt, im Südwesten an die Provinz Guercif, im Westen an die Provinz Driouch und im Norden und Nordosten an das Mittelmeer.

### Landschaft
Das Landschaftprofil – abgesehen von der Küstenlagune des Mar Chica – ist geprägt von den östlichen Ausläufern des Rifgebirges und somit entsprechend hügelig. Einzelne Gipfel erreichen Höhen von knapp über 1000 m.

### Klima
Durch den Einfluss des Mittelmeeres liegen die sommerlichen Tagestemperaturen je nach Bewölkung zwischen 30 und 40 °C; nachts kühlt es sich auf 20 bis 25 °C ab. Im Winter ist es tagsüber deutlich kühler (15 bis 25 °C); nachts liegen die Temperaturen bei 10 bis 15 °C. In den vier Wintermonaten November bis Februar fällt der meiste Regen des Jahres.

## Einwohner
Die etwa 580.000 Einwohner der Provinz sind zumeist Berber; der Anteil der arabisch-stämmigen Personen dürfte bei etwa 5 bis 10 % liegen. Viele Berber sind erst seit den 1970er Jahren auf der Suche nach Arbeit und einem besseren Leben aus ihren angestammten Heimatregionen in die Klein- und Mittelstädte abgewandert. Während die Berber meist in Handwerk, Kleinhandel und Transportwesen tätig sind, besetzt der arabisch-stämmige Teil der Bevölkerung in der Regel die führenden Positionen in Verwaltung, Bankwesen, Handel und Industrie; darüber hinaus sind sie als Anwälte, Ärzte, Ingenieure etc. tätig. Etwa die Hälfte der Bevölkerung lebt in städtischen Gemeinden (communes urbaines), die andere Hälfte in Landgemeinden (communes rurales), die sich jedoch teilweise bereits zu Kleinstädten entwickelt haben. In den größeren Städten wird Marokkanisch-Arabisch und Tarifit gesprochen; auf dem Lande haben die verschiedenen Berberdialekte (Tarifit und Zentralatlas-Tamazight) überlebt.

## Wirtschaft

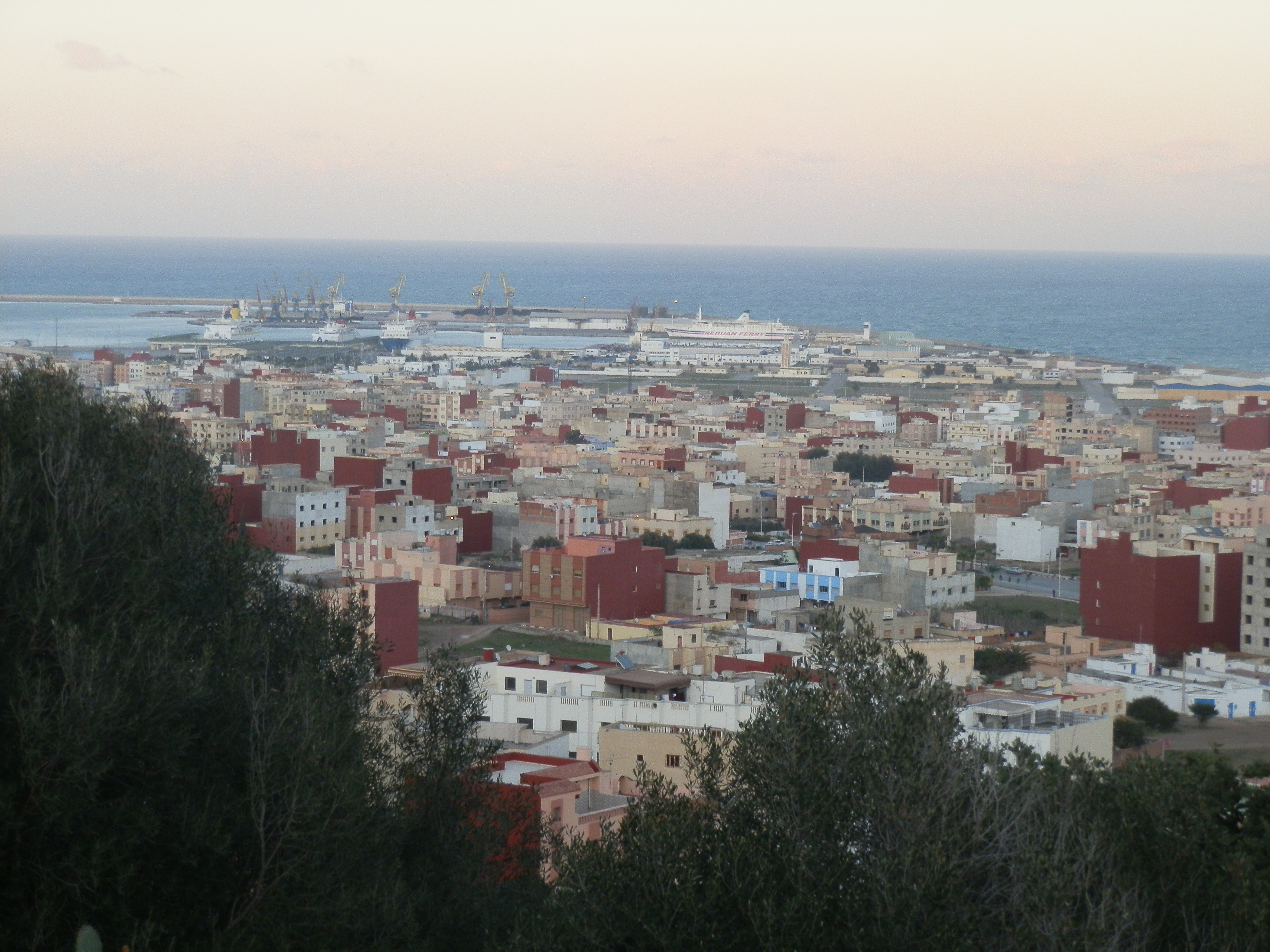
Beni Ensar / Aït Nsar – Stadt und Hafen

Während die Bewohner der Region früher in erster Linie als Halbnomaden (Transhumanten) oder als Selbstversorger von der Landwirtschaft lebten, wird nach der Verbesserung der Infrastruktur während und nach der spanischen Kolonialzeit mehr und mehr für die städtischen Märkte produziert. Auf den fruchtbaren Böden wird in erster Linie Getreide (Gerste und Weizen) angebaut. In den Städten entwickelt sich infolge von Zuwanderung und Arbeitsteilung eine Art Eigendynamik, die manchmal durchaus europäische Züge annimmt. Nador (Beni Ensar / Aït Nsar) ist der bedeutendste Fischerei- und Fährhafen an der marokkanischen Mittelmeerküste mit regelmäßigen Verbindungen nach Almería und Sète; die Anbindung Nadors an die Autobahn A2 (Rabat-Fès-Oujda) ist in Angriff genommen und im Süden der Stadt gibt es einen internationalen Flughafen (IATA-Flughafencode: NDR), von dem aus auch regelmäßige Flugverbindungen nach Deutschland unterhalten werden (siehe Weblink). Der Tourismus spielt in der Region bislang kaum eine Rolle; dies soll sich jedoch mit dem Ausbau einer Halbinsel in der nördlich von Nador gelegenen Stadt Beni Ensar / Aït Nsar ändern.

## Geschichte
Die Region wurde in der Kolonialzeit nach dem gleichnamigen Fluss Kert bezeichnet. Seit dem 11. Jahrhundert ist die Bezeichnung Bilād al-Qulūʿ („Land der Burgen“) belegt. Aus dieser leitet sich der Bezeichnung der lokalen Berberbevölkerung Iqel’iyen (Menschen der Burgen) ab.
In älteren Zeugnissen, wurde die Stammesbezeichnung Meggeo für die Region verwendet.
Für Melilla sind phönizische Ursprünge wahrscheinlich; auch Funde aus römischer Zeit wurden gemacht. Inwieweit die Römer auch im Hinterland präsent waren, ist aufgrund des Fehlens archäologischer Zeugnisse unklar. Wegen der Unwegsamkeit der Mittelmeerküste Marokkos führte die Islamische Expansion nach Westen im 7. und 8. Jahrhundert südlich an Nador vorbei durch die Senke von Taza. Für das Jahr 858 ist ein Übergriff der Wikinger urkundlich belegt. Im 15. und 16. Jahrhundert versuchten Portugiesen und Spanier – zum einen auf dem Hintergrund einer Ausweitung des Gedankens der Reconquista, zum anderen wegen der vielen Piratenübergriffe – sich der nordafrikanischen Küsten zu bemächtigen, was ihnen jedoch meist nur kurzzeitig und auch nur in regional begrenzten Abschnitten (Tanger, Ksar es-Seghir, Ceuta, Melilla, Algier) und Tunis gelang.
Das vergleichsweise ebene Gelände um Nador diente den muslimischen Machthabern Marokkos wiederholt als Aufmarschgebiet für die – letztlich vergeblichen – Rückeroberungsversuche Melillas, zuletzt unter dem Alawidensultan Mulai Muhammad im 18. Jahrhundert. Am 7. August 1856 kam es am Cap des Trois Fourches zu einem Gefecht zwischen preußischen Marinesoldaten der Korvette Danzig unter der Führung des Admirals und Prinzen Adalbert von Preußen und bewaffneten Rifberbern (Gefecht von Tres Forcas).

## Sehenswürdigkeiten
In landschaftlicher Hinsicht ist die Nordspitze der Provinz, das Cap des Trois Fourches sehenswert, sowie die Strände und die Lagune Mar Chica. Der Gourogou-Gebirgszug bietet Aussichtspunkte und Schlossruinen wie die Tazouda.